# Disclaimer

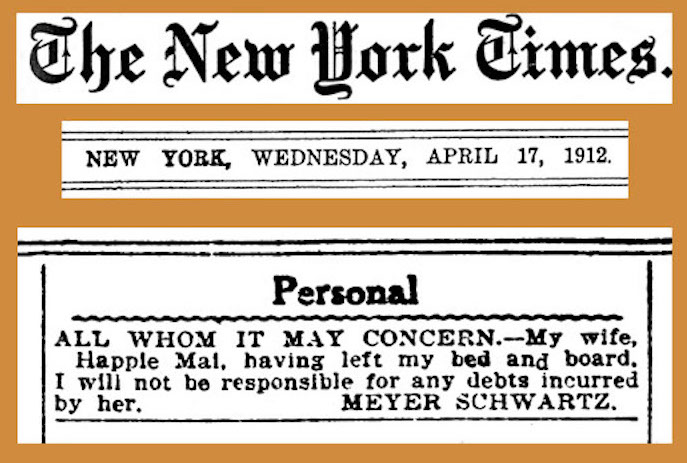
免責事項は、公共の安全やビジネス関係に関わることが多く、ここに示すように、個人的な性質のものである場合もある。免責事項の公表は、潜在的な請求権者に建設的な通知を提供する試みである。

免責事項（めんせきじこう、英: Disclaimer）は、一般に、法的に認められた関係において当事者が行使し、実施することができる権利と義務の範囲を特定または制限することを意図したあらゆる文言のことである。法的に有効な言葉を表す他の用語とは対照的に、免責事項という用語は通常、ある程度の不確実性、権利放棄、リスクを伴う状況を意味する。
免責条項は、契約の一部として相互に合意し、個人的に取り決めた条件を明記することもあれば、不当な危険や傷害を防ぐために負う注意義務を果たすために、一般大衆（あるいは他のクラスの人々）に対して警告や期待を明記することもある。免責事項の中には、損害や負傷が既に発生した後に、損害賠償にさらされることを制限することを意図しているものもある。さらに、免責事項の種類によっては、免責者に課される可能性のある権利や義務を自発的に放棄することを意味する場合もある。
免責条項は、その統一性という点で様々である。あるものは、特定の文脈や関係者によって異なるかもしれず、他のタイプの免責条項は、公的な権限による場合を除き、ほとんどあるいは全く修正されない、統一され確立された一連の形式を厳格に遵守しているのかもしれない。これらの正式な免責事項の中には、業界の規制、セーフハーバーによる保護のための資格、および特定の条項や文書の正確な文言が法的紛争の際に決定的となりうるその他の状況に従って必要とされるものがある。(例：製造物責任法、毒性クラス、永続性禁止規則、公衆衛生タバコ喫煙法)
法的拘束力のある契約書に免責事項が記載されていても、法的紛争において免責事項の条項が承認され執行されることを必ずしも保証するものではない。消費者契約法などのように、免責事項の全部または一部が無効となるような他の法的考慮事項が存在する場合もある。

## 不法行為法（Tort law)

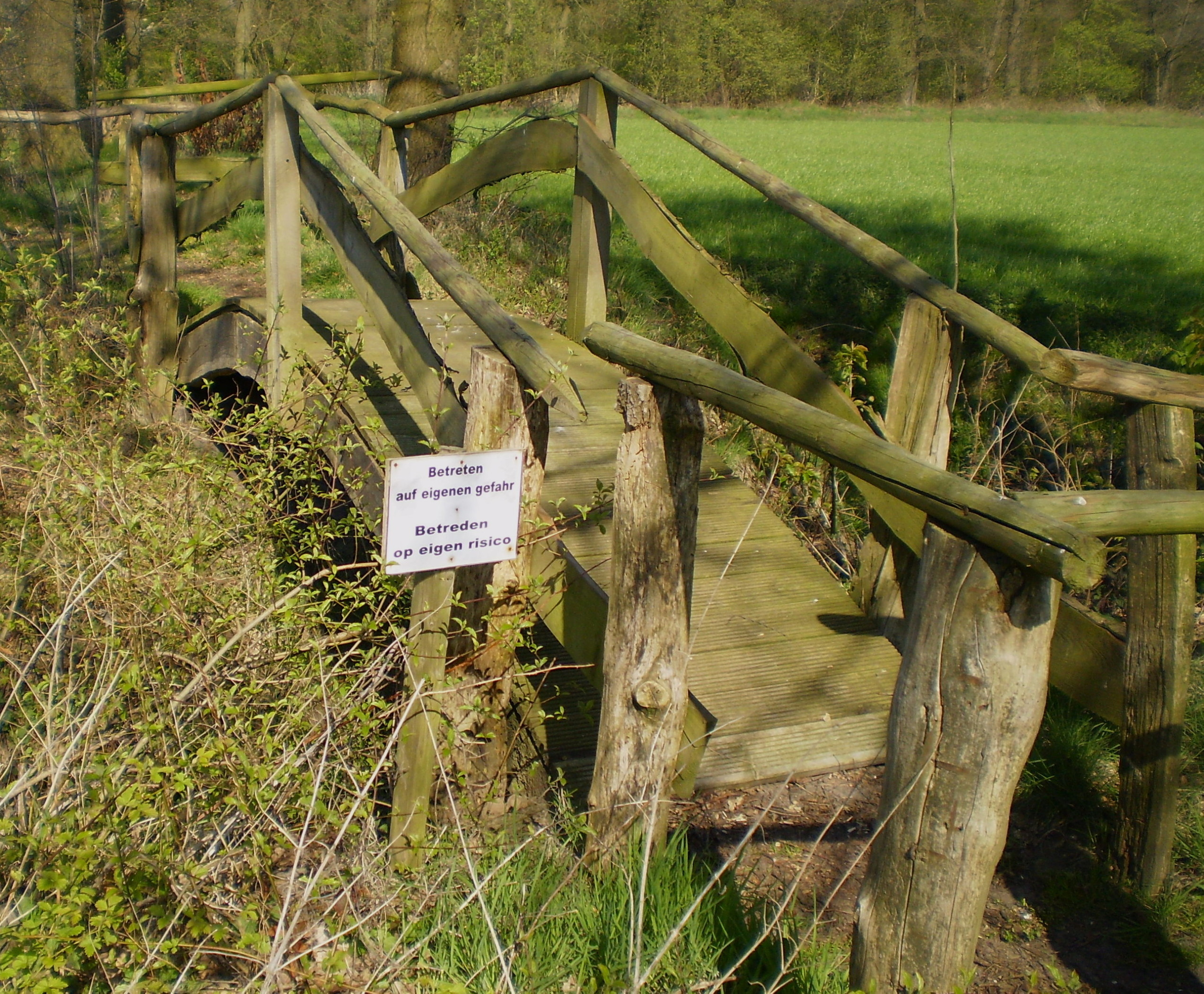
橋の上に「自己責任でご使用ください」と書かれた看板が設置されている

法律上、免責事項とは、特定の行為や不作為に対して民事責任が生じることを防ぐために意図された、責任を否定する声明文のことである。免責条項は、過失の不法行為や訪問者に対する占有者の責任の影響から逃れるためによく作られる。裁判所は、法律が特定の状況における責任の排除を認めているかどうか、そして訴えられた行為や不作為が免責条項の文言に該当するかどうかによって、免責条項を有効とするか否かを決定することができる。
免責条項は、免責を行う者とそれによって訴えを起こさなくなった者との間の契約の条件として効力を持つことがある。この種の免責条項は、例えば、ソフトウェアのユーザーが最初にソフトウェアをインストールするときに直面する「利用規約」に必ず記載されている。ソフトウェアがユーザーの他のソフトウェアやハードウェアに与える損害について、いかなる責任も負わないという条項がしばしばある。ダイアログボックスの「同意する」をクリックすると、ユーザーは自分とソフトウェア会社の間の契約として、この免責事項に同意することになる。

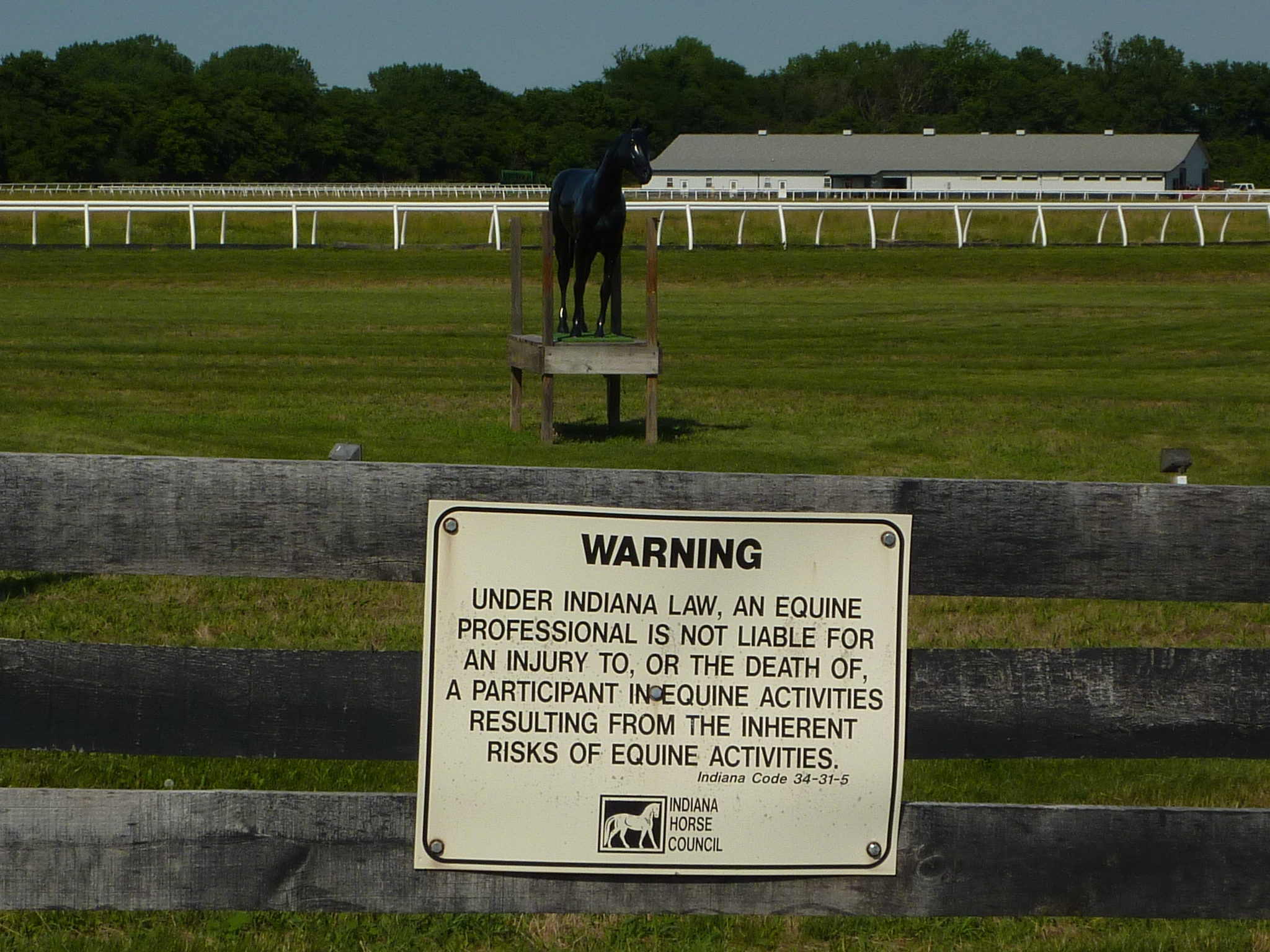
「馬術専門家」 の免責事項 （インディアナ州）

コモン・ローでは、免責条項は土地に入るためのライセンス（すなわち許可）の条件として効力を持つこともある。土地の占有者は、敷地内に入れる人の身の安全に気を配る一定の義務を負う。敷地への入り口に「訪問者は自己責任で入場すること」といった標識を設置することで、占有者は、敷地の危険な性質に起因する損害や負傷について、入場者が不法行為で訴えるのを阻止できる場合がある。標識に含まれる警告や免責事項は、同じ結果を導く少し異なった法的分析によって、そうでなければ責任を負うべき者が同意の抗弁に頼ることを可能にする場合がある。
イギリスの法律では、1977年の不公正契約条件法によって、免責事項の有効性が大幅に制限されている。この法律により、企業は契約条件や通知を使って、死亡や人身傷害を引き起こす過失に対する責任を除外したり制限したりすることができない。その他の損失や損害の場合、免責条項は、それがすべての状況において合理的である限りにおいてのみ有効である。例えば、オーストラリア競争・消費者委員会は、Target Australia社が広告にアクセスできない免責事項を使用したとして起訴した（問題のテレビ広告は、1.50秒間しか画面に表示されない免責事項を含んでいた）。
米国では、商品の販売に関する免責条項は、統一商事法典の第2条でカバーされているが、詳細は州によって異なる。非良心的と見なされない限り、免責条項は一般に、同等の交渉力を持つ知識ある当事者間の契約の一部として強制力を持つが、ほとんどの州では、当事者が重過失の責任を制限することを認めていない。

## 特許法
特許法では、クレームの中で、クレームされていない主題を特定することを免責という。つまり、「否定的な」技術的特徴、典型的には特定の実施形態や領域を一般的な特徴から除外することをそこに組み込む結果となるクレームの補正」を意味することもある。免責事項の許容性は、特定の条件に従うものであり、法域によって大きく異なる可能性がある。
審査免責は、特許法における免責のもう一つのタイプである。米国の特許法では、審査免責とは、特許出願人が特許出願の審査中に行った陳述で、結果として得られる特許が提供する保護の範囲を制限することができるものである。これはファイルラッパー禁反言の一種であり、もう一つは審査履歴禁反言である。

## 遺産法
相続法において、相続放棄申述書（英: disclaimer of interest）とは、相続人が、亡くなった人の遺産のうち、その相続人が受け取るべき部分を受け取らないこと、すなわち相続放棄をすることを、任意に署名した書面をいう。相続放棄された遺産は、相続放棄した相続人が選んだ人物に相続されるとは限らず、遺言、受益者指定、または遺留分法に従って、相続放棄した相続人も死亡しているかのように、その遺産を受け取る次の相続人が相続することになる。政府の税務当局は、このような相続放棄について、さらなる規則を設けている。このような相続放棄の理由には、相続放棄者の死が差し迫っていることや、相続放棄者がすでに十分な財産を持っていることなどが考えられる。

## 文学
全人格的な免責事項は、フィクション作品において、名誉毀損の責任を回避するために用いられる標準的な免責事項である。
ファンフィクションの場合、通常、作者はその物語からいかなる利益も得ておらず、キャラクターに関するすべての創作権は原作者に帰属するという免責事項が記載される。